# Hutagaol Sihujur
Hutagaol Sihujur is een bestuurslaag in het regentschap Toba Samosir van de provincie Noord-Sumatra, Indonesië. Hutagaol Sihujur telt 332 inwoners (volkstelling 2010).